# 可拉
可拉（希伯来语：קֹרַח，Qóraḥ），圣经中至少有三个人叫这名字。

## 以扫的儿子，攻击以色列人
以扫有一个儿子和一个孙子都取名为可拉。
根据创世纪36章5节的记载，可拉是以扫和阿何利巴玛的儿子，他还有2个哥哥：“耶乌施和雅兰”。《創世記》第36章第14节参提及可拉的母亲，阿何利巴玛是祭便的孙女，亚拿的女儿。
以扫的一个孙子也取名为可拉，他是以利法的儿子，以利法是以扫和他另一位妻子亚大的儿子。以扫共有3个妻子。《創世記》第36章第16节参记载以利法生了许多子孙，其中一个是可拉族。
可拉攻击以色列人。

## 以斯哈的儿子（利未人），反叛摩西
出埃及记《出埃及記》第6章第12节参提到另一位可拉，是以斯哈的儿子，哥辖的孙子，这位可拉的兄弟是尼斐和细基利。《出埃及記》第6章第18节参记载可拉父亲以斯哈的兄弟（哥辖的儿子）是暗兰、以斯哈、希伯伦和乌薛。历代志上《歷代志上》第6章第2节参《歷代志上》第18章第38节参，和《歷代志上》第23章第12节参再次提到这家谱。
民数记《民數記》第16章第1节参进一步把家谱追溯到雅各的儿子利未：“利未的曾孙，哥辖的孙子，以斯哈的儿子可拉”，他是利未的曾孙，摩西和亚伦的堂兄弟。
《民數記》第16章第1节至第40节参描绘了可拉反叛摩西的事件，以及他因为反叛而受到地裂的惩罚。